# コマツ岬の生活
『コマツ岬の生活』（コマツみさきのせいかつ）は、つげ義春による日本の漫画作品。1978年6月に、『夜行7』4月号（北冬書房）にて発表された短編漫画作品である。

## 解説

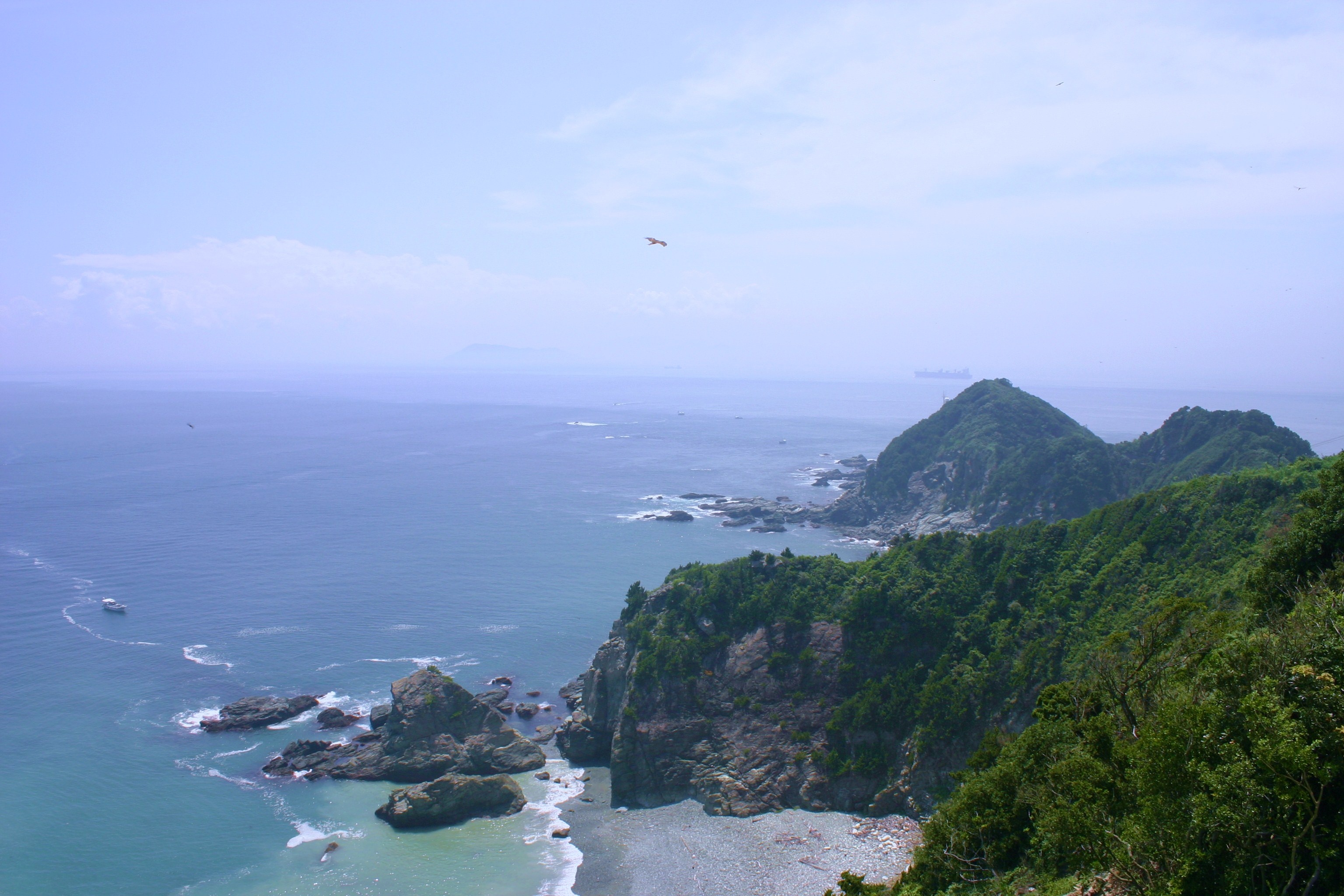
作中、男がコマツ岬の雰囲気に似ていると思う佐田岬。

夢を題材にしたシュールな作風の『夜が掴む』に続く作品。当時、心身ともに疲弊していたつげはストーリーを考える余裕すらなく、構想が広がらない日常の中に身を置いていた。当時、つげは弁護士の正木ひろしの夢日記を読んでおり、つげはその挿絵を面白く感じていた。この頃、しばらく夢を基にした作品が続くのは、ストーリーができなかったためである。つげ自身は、夢を漫画にすることにさしたる意味は見出せず、むしろ不安定な気分になる。そのため、何のために書くのかという理由を求めてしまうが、後に読み直せば意味づけ不要で面白さを感じたと述べている。特にこの作品では、1975年6月3日につげが見た夢に手を入れず、夢をあるがままに描いている。作中登場する男はつげ本人、妻はつげの妻である藤原マキがモデルである。
但し、人物・風景は夢を絵のように見ているわけではなく、あるいは夢に場面があったとして絵として覚えていても、実際に絵として描こうとしても描けず、結局は紙の上で作らねばならない、と述懐している。従って、中年男性や女の格好や顔はオリジナルであり、上半身裸の海女のアップも創作である。一方で、つげは夢らしく描くことに非常に苦心している。特に入り江の廃墟のようなビルは、一見簡単に描かれているように見え、夢の持つ特有の不安感を表現するために非常に苦労して描かれた。後に権藤晋との対談で、つげは『ねじ式』の場合同様に、こうした絵を描くと作者を精神分析するかの評論が出るが、つげ自身は無意識ではなく、作った絵であると強調している。
1976年8月には藤原マキが大塚の癌研にて手術に成功したものの、つげ自身は心身ともに不調に陥り、この後1977年より4年間激しいノイローゼに悩まされることとなる。この作品が発表された1978年6月には、41歳のつげは調布の団地に転居。念願の住宅を手に入れた。将来は、古本屋やカメラ屋を始めるつもりで古本漫画、中古カメラの収集に明け暮れることになる。

## 批評
権藤晋は、この作品について、不思議で不自然で、そこが大変面白いと評している。また、つげの作品を読んだ読者が「よくああいう夢を見るよね」と言うが、実際は見ておらず、つげの作品を見てそう思い込んでしまうのだ、と論じた。

## あらすじ
部屋に寝そべり、煎餅を食べながら妻とともにテレビを見る主人公の中年男。テレビでは『コマツ岬の生活』という紀行番組が放送されている。コマツ岬がどこなのかを聞く妻に、男は「四国の佐田岬に似ているようだ」と思う。画面内で、海女が胴の長いギターのような形をしたカニを面白いように捕獲する姿を見た男は、「こんなに簡単に捕まるなら自分でも獲れる」と思いテレビの風景の中に入り込む。しかし、廃墟のようなビルから海に足を浸け「ひゃッ、ちめたい」と言葉を発してしまう。